# Jon Sundby
Jon Sundby (né le 8 juin 1883 à Vestby, décédé le 14 décembre 1972) est un agriculteur et politicien norvégien (Parti du centre.

## Biographie
De 1906 à 1913, il est enseignant à l'école d'agriculture Sem hovedgård. Dans la même période et ce jusqu'en 1920, il accomplit plusieurs voyages en Europe comme représentant de la société Norsk Hydro.
En 1912, il reprend la ferme familiale à Vestby et devient conseiller municipal de 1913 à 1916 puis de 1925 à 1928.
Sundby est élu député au Storting à six reprises (1922-1945) pour le Comté d'Akershus.
Quand le parti centriste prend le pouvoir en 1931, il est nommé Ministre de l'Agriculture du Gouvernement Kolstad avant d'être nommé Ministre de s Finances. Il l'est de nouveau dans le gouvernement suivant : le Gouvernement Hundseid. 
Jon Sundby est le grand-père de la médaillée olympique Siren Sundby.